# Hindustan Aeronautics Limited
Hindustan Aeronautics Limited (HAL), situada en la ciudad de Bangalore, India, es una de las principales compañías aeroespaciales de Asia.
HAL fabricó el primer avión militar en Asia Meridional. Ayudados por el ingeniero alemán Kurt Tank, diseñaron el cazabombardero HF-24 Marut.
En la actualidad es una compañía que desarrolla, fabrica y monta aeronaves, motores de aviación, helicópteros y sus respectivos componentes y piezas. Tiene diferentes fábricas situadas en territorio indio, entre las que se encuentran Nasik, Korwa, Kanpur, Koraput, Lucknow y Hyderabad. 
Hindustan Aeronautics tiene una larga historia de colaboración con diversas compañías aeroespaciales tanto nacionales como internacionales, como: Airbus Industries, Boeing, Sukhoi Aviation Corporation, Israel Aircraft Industries, Mikoyan-Gurevich (en la actualidad Mikoyan), BAE Systems, Rolls-Royce plc, Dassault Aviation, Dornier Flugzeugwerke, Aeronautical Development Agency y Indian Space Research Organisation.

## Historia
HAL fue creada como Hindustan Aircraft en Bangalore en el año 1940 por Walchand Hirachand, para la fabricación de aeronaves militares para la Real Fuerza Aérea India. La iniciativa fue apoyada por el Reino de Mysore, especialmente por su Diwan, Sir Mirza Ismail. El Gobierno Británico compró un tercio del accionariado en la compañía en abril de 1941, dado que creía que era un activo estratégico. Posteriormente, en abril de 1942 compró las acciones de Walchand Hirachand y de otros accionistas. La decisión del Reino Unido estaba principalmente promovida por el deseo de potenciar las entregas de material bélico al Ejército Británico en Asia, para poder hacer frente a la creciente amenaza que suponía el Imperio del Japón durante la Segunda Guerra Mundial. Sin embargo, el Reino de Mysore rechazó vender sus acciones en la compañía, pero permitió que el gobierno británico pudiese utilizar la fábrica. Eso motivó que tras tan solo dos años desde su inauguración, Hindustan Aircraft fuese nacionalizada.
En 1943 la factoría de Bangalore fue puesta a disposición del Fuerza Aérea de los Estados Unidos, pero todavía bajo la gestión de Hindustan. La fábrica aumentó de tamaño rápidamente y se convirtió en el centro de comprobaciones y reparación para las aeronaves estadounidenses, conocido como el 84th Air Depot. La primera aeronave estadounidense en ser reparada en Hindustan fue un PBY Catalina, al cual siguieron todos los tipos de aeronaves estadounidenses que operaban en India y Birmania.
Tras la independencia de India, en 1947, la gestión de la compañía pasó a manos del Gobierno Indio, y fue rebautizada como Hindustan Aeronautics Limited (HAL). A pesar de que HAL no se utilizó para el desarrollo de nuevos modelos de un modo activo, la compañía jugó un papel crucial en la modernización de la Fuerza Aérea India. Después del derrocamiento del presidente Constitucional Juan Domingo Perón en 1955, Kurt Tank fue perseguido por la dictadura de Pedro Eugenio Aramburu, al punto que en febrero de 1956 Tank y catorce de sus ingenieros, perseguidos por la dictadura autodenominada Revolución Libertadora, abandonaron el país y se dirigieron a trabajar en la industria aeronáutica de la India..  Kurt Tank y catorce miembros de su equipo viajaron a la India, y en ese país concretaron con la compañía Hindustan Aeronautics Limited el HAL HF-24 Marut.
Durante la década de los 80, HAL mostró un incremento en su actividad, con el desarrollo de nuevos aviones de construcción nacional, como el HAL Tejas y el HAL Dhruv. HAL también desarrolló una versión avanzada del MiG-21, conocida como MiG-21 Bison, que incrementó la vida operacional de la aeronave en más de 20 años. 
En los últimos años, HAL obtuvo numerosos contratos multimillonarios con empresas internacionales como Airbus o Boeing para la fabricación de piezas.

## Operaciones comerciales

### Acuerdos Internacionales
- Fabricación de piezas de aeronaves para Airbus Industries por valor de US$150 millones.[2]
- Fabricación de piezas de aeronaves para Boeing.[3]
- Ilyushin/HAL Tactical Transport Aircraft: proyecto conjunto con Ilyushin.[4]
- Fabricación de los turborreactores RD-33MK del MiG-29K.[5]
- Fabricación de motores TPE331 para Honeywell.[6]
- Fabricación del Dornier 228 para Ruag Aerospace Company.[7]
- Fabricación de materiales para Israel Aircraft Industries.[8]

### Acuerdos con India
- Construcción de 180 Sukhoi Su-30MKI.
- Construcción de 200 HAL Light Combat Helicopter y 500 HAL Dhruv.[9]
- Modernización de la flota de SEPECAT Jaguar.[10]
- Modernización de 64 MiG-29.[11]
- Licencia de producción para 82 BAe Hawk 132.[9]

## Productos diseñados por HAL

### Planeadores
- HAL G-1 - Primer diseño original de la compañía, de 1941.
- Ardhra

### Aviones de entrenamiento
- HT-2
- HPT-32 Deepak
- HUL-26 Pushpak
- HAOP-27 Krishak
- HA-31 Basant
- HJT-16 Kiran — Mk1, Mk1A y Mk2
- HJT-36 Sitara —

### Aviones de combate
- HF-24 Marut — Mk1 y Mk1T
- Tejas —
- Tejas Mk2
- Medium Combat Aircraft — Caza de 5.ª generación

### Aviones de transporte
- Saras — Desarrollado conjuntamente con National Aerospace Laboratories (NAL)
- Ilyushin/HAL Tactical Transport Aircraft — Desarrollo conjunto con Ilyushin Design Bureau.

### Helicópteros

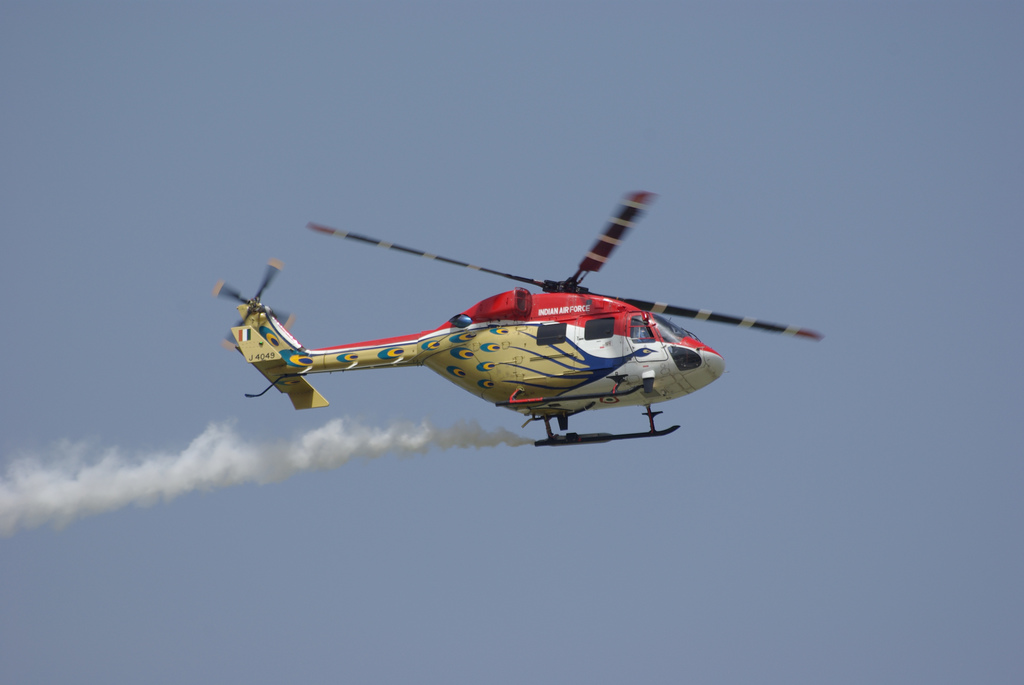
HAL Dhruv.

- HAL Dhruv —
- HAL Light Combat Helicopter
- HAL Light Observation Helicopter
- HAL Medium Lift Helicopter

### Vehículos Aéreos No Tripulados
- Lakshya PTA —

## Licencias de producción

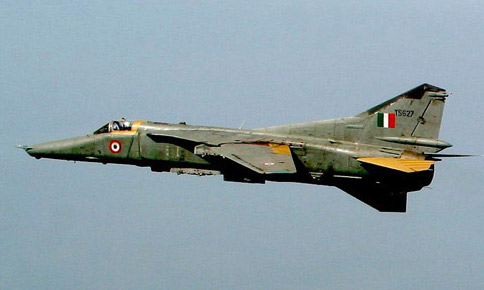
Mikoyan-Gurevich MiG-27 fabricado bajo licencia por HAL.

- Harlow PC-5 primera aeronave montada por HAL
- Percival Prentice 66 fabricados
- Mikoyan-Gurevich MiG-21 — Variantes FL, M, Bis, Bison
- Mikoyan-Gurevich MiG-27 — Variante M
- SEPECAT Jaguar— Variantes IS, IB, IM
- HAL Ajeet — Versión mejorada del Folland Gnat
- Aerospatiale SA 315B Lama — HAL Cheetah, Lancer, Cheetal
- Aerospatiale SA 316B Alouette III — HAL Chetak, Chetan
- Dornier Do 228
- HAL HS 748 Avro
- Sukhoi Su-30MKI
- BAe Systems Hawk Mk 132 Advanced Jet Trainer: